# Дорога национального значения № 16
Шестнадцатая дорога национального значения (яп. 国道16号 Какудо: дзюроку-го:) или же Шестнадцатая кольцевая дорога национального значения — шестнадцатая из пятисот семи дорог национального значения Японии. Связывает между собой Токио и несколько столиц префектур, а именно: Иокогаму (префектура Канагава), Сайтаму (префектура Сайтама), Тибу (префектура Тиба) и центральный город Хатиодзи. Также проходит через города Йокосука, Сагамихара, Касукабэ и Кисарадзу. Общая протяжённость составляет 241 километр.
Шестнадцатая дорога национального значения соединяет между собой так называемую «Зону технически продвинутых мегаполисов» (англ. Technology Advanced Metropolitan Area, сокр. TAMA). Это внутренняя промышленная зона охватывает 3000 квадратних километров и 74 муниципалитета общей численностью населения свыше десяти миллионов человек, из которых четыре миллиона задействованы в работе зоны. В 1998 году, товары, поставляемые из этого района, в два раза превысили стоимость отгрузки из Кремниевой долины.
Маршрут по которому проходит шестнадцатая дорога национального значения определён расположением министерств Японии. И хотя дорога именуется как «кольцевая», в действительности кольцевой она не является, потому как проходит через участок Токийского залива.